# Termocentrală

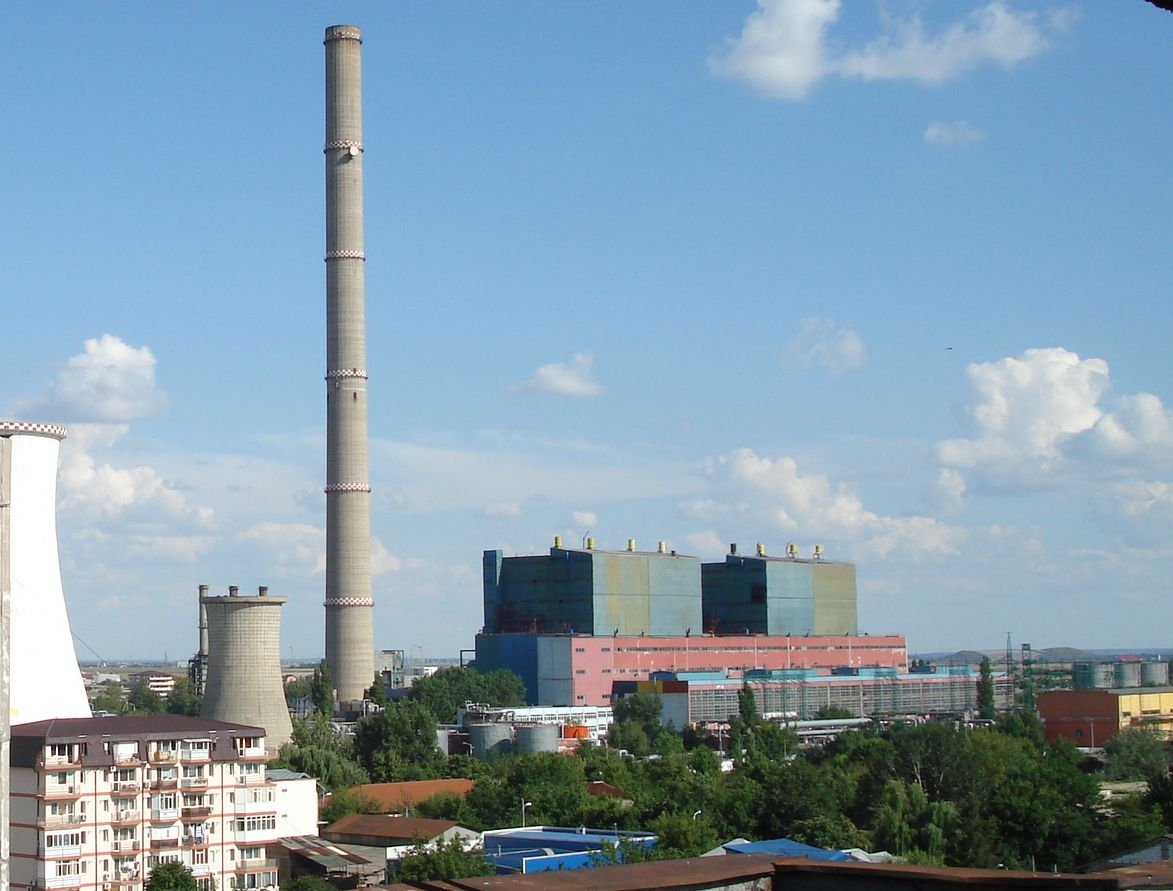
Centrala termoelectrica Progresu, București.

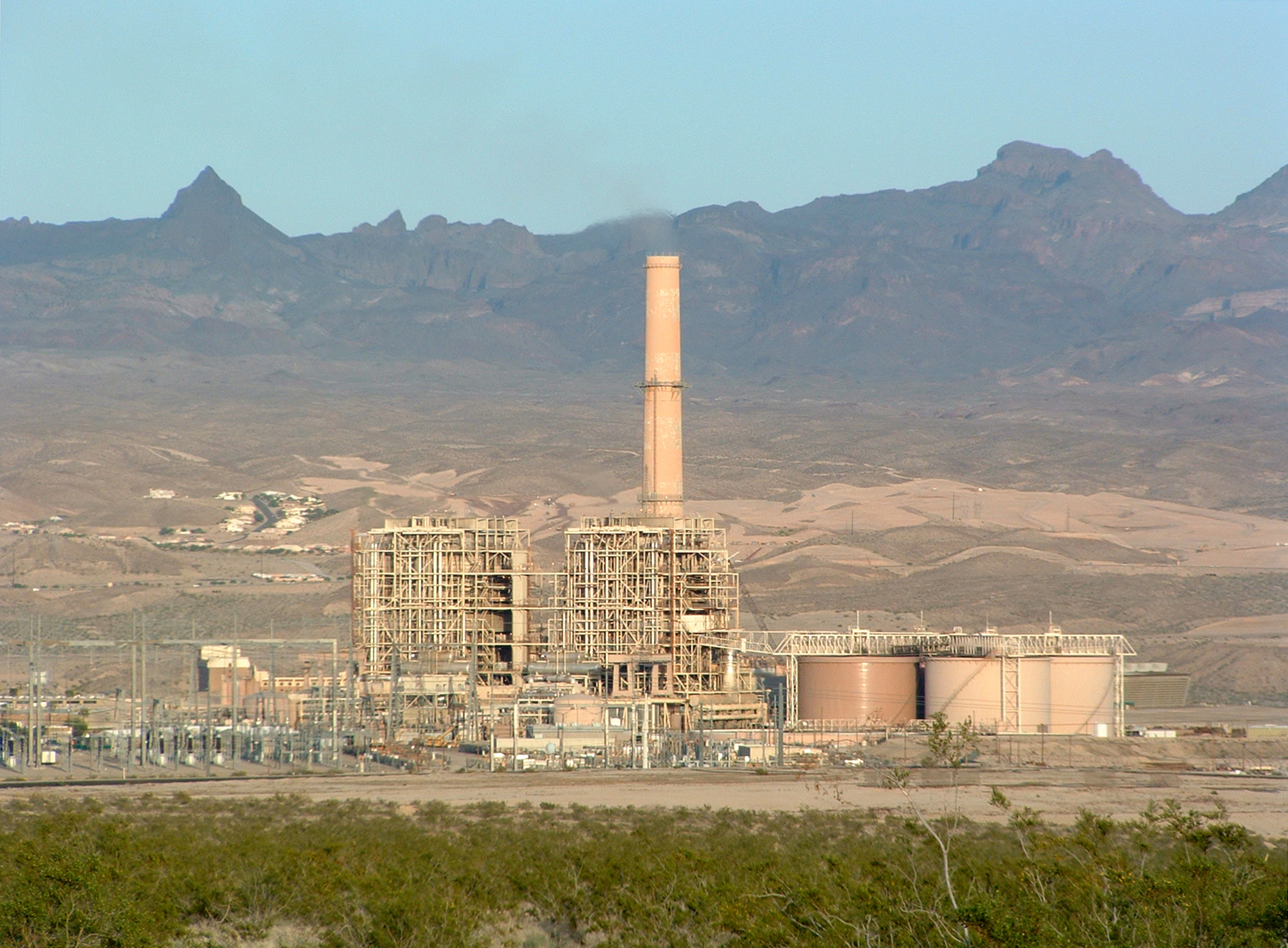
Termocentrala Mohave pe cărbune, de 1580 MW, lângă Laughlin, Nevada.

O centrală termoelectrică, sau termocentrală este o centrală electrică care produce energie electrică pe baza conversiei energiei termice obținută prin arderea combustibillilor. Curentul electric este produs de generatoare electrice antrenate de turbine cu abur, turbine cu gaze, sau, mai rar, cu motoare cu ardere internă.
Drept combustibili se folosesc combustibilii solizi (cărbune, deșeuri sau biomasă), lichizi (păcură) sau gazoși (gaz natural).
Uneori sunt considerate termocentrale și cele care transformă energia termică provenită din alte surse, cum ar fi energia nucleară, solară sau geotermală, însă construcția acestora diferă întrucâtva de cea a centralelor care se bazează pe ardere.
Atunci când centrala furnizează și căldură consumatorilor casnici sau industriali, vorbim despre termoficare.

## Clasificare
După destinație, termocentralele se clasifică în:
- Centrale termoelectrice (CTE), care produc în special curent electric, căldura fiind un produs secundar. Aceste centrale se caracterizează prin faptul că sunt echipate în special cu turbine cu abur cu condensație sau cu turbine cu gaze. Mai nou, aceste centrale se construiesc având la bază un ciclu combinat abur-gaz.
- Centrale electrice de termoficare (CET), care produc în cogenerare atât curent electric, cât și căldură, care iarna predomină. Aceste centrale se caracterizează prin faptul că sunt echipate în special cu turbine cu abur cu contrapresiune.

## Funcționare
De obicei termocentralele funcționează pe baza unui ciclu Clausius-Rankine. Sursa termică, cazanul, încălzește și vaporizează apa. Aburul produs se destinde într-o turbină cu abur producând lucru mecanic. Apoi, aburul este condensat într-un condensator. Apa condensată este pompată din nou în cazan și ciclul se reia.
Turbina antrenează un generator de curent alternativ (alternator), care transformă lucrul mecanic în energie electrică, de obicei la tensiunea de 6000 V și frecvența de 50 Hz în Europa, respectiv 60 Hz în America de Nord și mare parte din America de Sud.

## Descriere

Schema clasică a unei termocentrale bazată pe cărbune

| 1. Turn de răcire                                 | 10. Ventile de reglare ale turbinei               | 19. Supraîncălzitor                     |
| 2. Pompa circuitului de răcire al condensatorului | 11. Turbină cu abur de înaltă presiune            | 20. Ventilator de aer                   |
| 3. Linie electrică de înaltă tensiune             | 12. Degazor                                       | 21. Supraîncălzitor intermediar         |
| 4. Transformator ridicător de tensiune            | 13. Preîncălzitor de joasă presiune (PJP)         | 22. Priza de aer necesar arderii        |
| 5. Generator electric de curent alternativ        | 14. Bandă de alimentare cu cărbune                | 23. Economizor                          |
| 6. Turbină cu abur de joasă presiune              | 15. Buncăr de cărbune, eventual cu turn de uscare | 24. Preîncălzitor de aer                |
| 7. Pompă de joasă presiune                        | 16. Moară de cărbune                              | 25. Electrofiltru pentru cenușă         |
| 8. Condensator                                    | 17. Tamburul cazanului                            | 26. Exhaustor (ventilator de gaze arse) |
| 9. Turbină cu abur de medie presiune              | 18. Evacuarea cenușii                             | 27. Coș de fum                          |

## În România
În perioada comunistă, apartamentele din orașe erau încălzite de centrale electrice de termoficare (CET-uri).
După 1990 însă, multe orașe mari din România au rămas fără CET-uri, atât datorită debranșărilor în masă (consumatorii și-au instalat centrală de apartament) în unele orașe, cât și intrării în faliment a firmelor care administrau respectivele centrale, în alte orașe.